# Волфганг Вьолц
Волфганг Ото Исак Вьолц (16 август 1930 г. – 2 май 2018 г.) е немски актьор и озвучаващ артист.
Той е гласът на Капитан Блаубер, а също така е дублирал ролите на известни американски актьори като Уолтър Матау, Питър Фолк и Мел Брукс.